# Encinas de Abajo
Encinas de Abajo es un municipio y localidad española de la provincia de Salamanca, en la comunidad autónoma de Castilla y León. Se integra dentro de la comarca de Las Villas. Pertenece al partido judicial de Salamanca y a la Mancomunidad Zona de Cantalapiedra y Las Villas.
Su término municipal está formado por las localidades de Cilloruelo y Encinas de Abajo, ocupa una superficie total de 20,86 km² y según los datos demográficos recogidos en el padrón municipal elaborado por el INE en el año 2023 cuenta con una población de 619 habitantes (INE 2024).

## Historia
Su fundación se remonta a la repoblación efectuada por los reyes de León en la Edad Media, denominándose entonces Orzinas, quedando integrado en dicha época en el cuarto de Villoria de la jurisdicción de Salamanca, dentro del Reino de León. En cuanto a Cilloruelo, ya existía en el siglo XIII, denominándose entonces Celleruelo. Con la creación de las actuales provincias en 1833, Encinas de Abajo quedó encuadrado en la provincia de Salamanca, dentro de la Región Leonesa.

## Demografía
Encinas de Abajo cuenta con una población de 619 habitantes (INE 2024).
| Gráfica de evolución demográfica de Encinas de Abajo entre 1842 y 2021                                              |
| |
| Población de derecho según los censos de población del INE Población de hecho según los censos de población del INE |

### Población por núcleos
Desglose de población según el Padrón Continuo por Unidad Poblacional del INE.
| Núcleos          | Habitantes (2014) | Varones | Mujeres |
| ---------------- | ----------------- | ------- | ------- |
| Cilloruelo       | 158               | 89      | 69      |
| Encinas de Abajo | 46                | 24      | 22      |

## Administración y política

### Gobierno municipal
| Periodo   | Nombre                     | Partido | Partido                                  |
| --------- | -------------------------- | ------- | ---------------------------------------- |
| 1979-1991 | Domingo Redero Bellido     |         | Partido Socialista Obrero Español (PSOE) |
| 1991-1995 | M. Lisardo Sánchez Merchán |         | Partido Socialista Obrero Español (PSOE) |
| 1995-1999 | Telesforo Redero San Juan  |         | Partido Popular (PP)                     |
| 1999-2003 | Ramón Vega Delgado         |         | Partido Popular (PP)                     |
| 2003-2007 | José Barbero Espinosa      |         | Partido Socialista Obrero Español (PSOE) |
| 2007-2015 | Telesforo Redero San Juan  |         | Partido Popular (PP)                     |
| 2015-2023 | José Luis Haro Sánchez     |         | Partido Popular (PP)                     |

| Partido político                         | 2019  | 2019  | 2019       | 2015  | 2015  | 2015       | 2011  | 2011  | 2011       | 2007  | 2007  | 2007       | 2003  | 2003  | 2003       |
| Partido político                         | %     | Votos | Concejales | %     | Votos | Concejales | %     | Votos | Concejales | %     | Votos | Concejales | %     | Votos | Concejales |
| Partido Popular (PP)                     | 68,25 | 273   | 5          | 50,51 | 199   | 4          | 57,88 | 235   | 4          | 54,93 | 234   | 4          | 34,64 | 159   | 3          |
| Partido Socialista Obrero Español (PSOE) | 29,75 | 119   | 2          | 46,45 | 183   | 3          | 35,22 | 143   | 3          | 40,85 | 174   | 3          | 33,77 | 155   | 2          |
| Izquierda Unida (IU)                     | —     | —     | —          | —     | —     | —          | —     | —     | —          | —     | —     | —          | 15,47 | 71    | 1          |
| Unión del Pueblo Salmantino (UPSa)       | —     | —     | —          | —     | —     | —          | —     | —     | —          | —     | —     | —          | 14,81 | 68    | 1          |

#### Evolución de la deuda viva

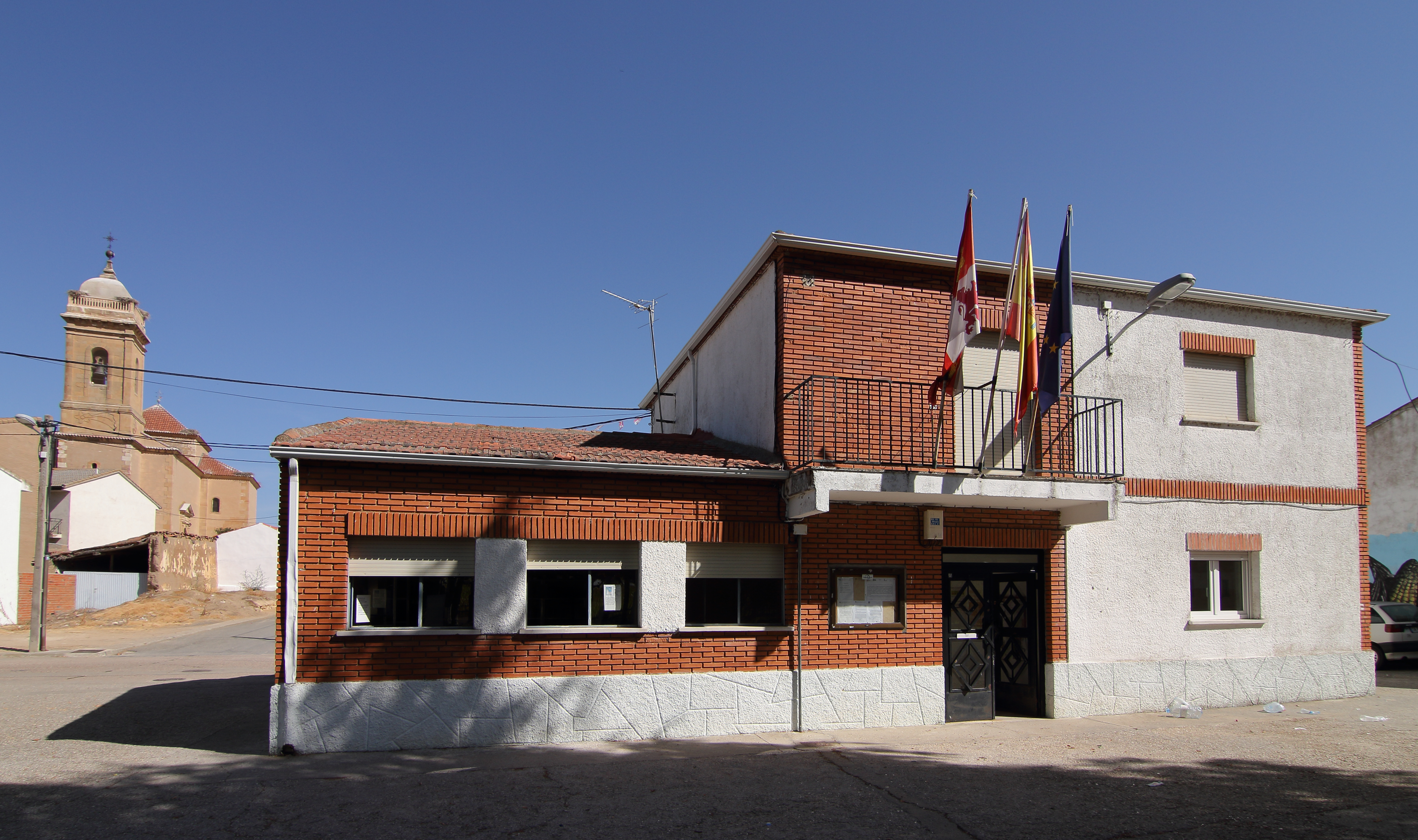
Casa consistorial

El concepto de deuda viva contempla solo las deudas con cajas y bancos relativas a créditos financieros, valores de renta fija y préstamos o créditos transferidos a terceros, excluyéndose, por tanto, la deuda comercial. La deuda viva municipal por habitante en 2014 ascendía a 114,83 €.
| Gráfica de evolución de la deuda viva del Ayuntamiento entre 2008 y 2024                                   |
| |
| Deuda viva del Ayuntamiento de Encinas de Abajo, en miles de euros, según datos del Ministerio de Hacienda |